# سارائوو
سارائوو (به بلغاری: Saraevo) روستایی در بلغارستان است که در استان وراتسا واقع شده‌است. سارائوو ۵۶ نفر جمعیت دارد و ۱۵۹ متر بالاتر از سطح دریا واقع شده‌است.